# Лобанова Марина Миколаївна
Марина Миколаївна Лобанова, до шлюбу Чернишова (30 липня 1953) — російська літераторка, культурологиня, музикознавиця, фахівчиня з музики європейського бароко та новітньої музики, астролог.

## Біографія
Правнучата племінниця Розалії (Рози) Марківни Плеханової (до шлюбу Богорад). Внучата племінниця професора Фелікса Яковича Мінчковського (Мінчіковського, Менчіковського, Feliks Menchikovsky), який заснував першу сіоністську організацію в Криму, та професора Мирона Яковича Мінчковського, друга академіка А. Ф. Йоффе та одного з перших російських сейсмографів-співробітників Б. Б. Голіцина.
Перші уроки фортепіано М. Лобанової дала її бабуся в 1958—1959 роках; рояль був подарований батьком Ф. І. Фішкової — лікарем Єзекіїлем Лазаровичем Фішковим, винахідником препарату бджолиної отрути «КФ», двоюрідним братом знаменитої перекладачки Рити Райт, скрипалем-учнем Л. Ауера.
Надалі М. Лобанова здобула освіту в Школі імені Гнесіних в 1959—1972 рр. як піаністка (викладачі: В. Полуніна, Т. Зайцева, Е. Федорченко), яка виступала на сцені з 6 років, а також, за наполяганням директора школи, З. І. Фінкельштейна, як музикознавиця (викладачі: С. Запорожець, А. Степанов, І. Щелкунова, Г. Скудіна, С. Бурштейн та ін.); школу закінчила із золотою медаллю та двома дипломами з відзнакою.
Кандидат мистецтвознавства (1981). Член Спілки композиторів Росії. Авторка праць із теорії та історії музики, робіт про творчість Баха, Моцарта, Чайковського, Скрябіна, О. Лур'є, Н. Рославца, Олександра Локшина, А. М. Авраамова, Б. А. Арапова, М. В. Юдіної, Шостаковича, Дьордя Лігеті, Бруно Мадерни, Едісона Денісова, Франгіз Алізаде та ін.
З 1979 до еміграції в 1991 р. піддавалася нападам, побиттю, переслідуванням як «дисидентка» з діагнозом «уповільнена шизофренія» за «сіоністську», «релігійну», «антирадянську» пропаганду та викриття плагіату, масивних порушень авторських прав тощо, з боку «антисіоністської» музичної громадськості, співробітників Московської консерваторії, ВААП та Спілки композиторів СРСР.
До 1987 р. — повна заборона на виїзд за кордон; усі подальші поїздки на конгреси тощо, аж до виїзду в 1991 р. у ФРН із дослідницької стипендії фонду О. фон Гумбольдта, здійснювалися лише завдяки протестам з боку зарубіжних колег та втручанню посольств численних країн у Москві.
З 1991 р. живе і працює в Гамбурзі. В 1993—1995 — наукова співробітниця Дьордя Лігеті. У Німеччині під її редакцією опубліковані твори Н. Рославца, вийшла збірка матеріалів про А. Локшіне (за участю Р. Баршая).
У 1982 р. портрет Лобанової написав О. А. Лабас.

## Монографії
- Музыкальный стиль и жанр: история и современность. — М., 1990; 2-е исправленное издание: Ст. Петербург: Центр гуманитарных инициатив, 2014 (ISBN 978-5-98712-209-9); english revised version: Musical style and genre: history and modernity. Amsterdam, etc.: Harwood Academic Publishers 2000; (рос.)
- Nikolaj Andreevic Roslavec' Schaffen und die Kultur seiner Zeit (1987/89). Mit einem Vorwort von György Ligeti. — Deutsche Übersetzung von der Verfasserin (1995). Fr./M. u.a.: Peter Lang, 1997; 2., überarbeitete und erweiterte Aufl.: Nikolaj Andrejewitsch Roslawez und seine Zeit. Mit einem Vorwort von György Ligeti (1997). Neumünster: von Bockel Verlag, 2020; полное актуализированное издание: Николай Андреевич Рославец и культура его времени. — Ст. Петербург, 2011; (рос.)
- Западноевропейское музыкальное бароко: проблемы эстетики и поэтики. — М., 1994; 2., исправленное и расширенное издание: Ст. Петербург: Центр гуманитарных инициатив, 2013 (ISBN 9785987121467); (рос.)
- György Ligeti. Style. Ideas. Poetics. From German and Russian translated by Mark Shuttleworth. — Berlin 2002;
- Hrsg.: Ein unbekanntes Genie: Der Symphoniker Alexander Lokschin. — Monographien — Zeugnisse — Würdigungen. Berlin 2002;
- Mystiker, Magier, Theosoph, Theurg: Alexander Skrjabin und seine Zeit. — Hamburg 2004; 2. Auflage: 2015; русский перевод автора: Теософ — теург — мистик — маг: Александр Скрябин и его время. Ст. Петербург: Петроглиф, 2012 (ISBN: 9785987121009) .